# سرخس مرداب شرقی
سرخس مرداب شرقی (نام علمی: Thelypteris palustris) نام یک گونه از سرده سرخس باتلاقی است.